# Поляна-Чицька
Поляна-Чицька (хорв. Poljana Čička) — населений пункт у Хорватії, у Загребській жупанії у складі міста Велика Гориця.

## Населення
Населення за даними перепису 2011 року становило 688 осіб.
Динаміка чисельності населення поселення:

## Клімат
Середня річна температура становить 10,68 °C, середня максимальна – 25,08 °C, а середня мінімальна – -6,06 °C. Середня річна кількість опадів – 883 мм.
| Клімат поселення                              | Клімат поселення | Клімат поселення | Клімат поселення | Клімат поселення | Клімат поселення | Клімат поселення | Клімат поселення | Клімат поселення | Клімат поселення | Клімат поселення | Клімат поселення | Клімат поселення | Клімат поселення |
| Показник                                      | Січ.             | Лют.             | Бер.             | Квіт.            | Трав.            | Черв.            | Лип.             | Серп.            | Вер.             | Жовт.            | Лист.            | Груд.            |                  |
| Середній максимум, °C                         | 6,52             | 8,42             | 12,98            | 17,34            | 22,01            | 25,08            | 24,27            | 23,58            | 19,84            | 14,79            | 9,02             | 5,01             |                  |
| Середня температура, °C                       | 0,25             | 2,13             | 6,70             | 11,03            | 15,72            | 18,80            | 20,43            | 19,78            | 16,00            | 11,00            | 5,20             | 1,18             |                  |
| Середній мінімум, °C                          | −6,06            | −4,19            | 0,38             | 4,72             | 9,42             | 12,48            | 16,63            | 15,95            | 12,19            | 7,14             | 1,38             | −2,64            |                  |
| Норма опадів, мм                              | 52               | 50               | 60               | 69               | 77               | 91               | 79               | 86               | 82               | 84               | 88               | 65               |                  |
| Середньомісячна швидкість вітру, м/с          | 1.80             | 2.00             | 2.40             | 2.30             | 2.10             | 1.90             | 1.90             | 1.70             | 1.70             | 1.70             | 1.80             | 1.80             |                  |
| Середньомісячна сонячна радіація, кДж/м²·день | 4189             | 6874             | 10531            | 15061            | 19245            | 21274            | 22188            | 19402            | 14317            | 8777             | 4592             | 3381             |                  |
| --------------------------------------------- | ---------------- | ---------------- | ---------------- | ---------------- | ---------------- | ---------------- | ---------------- | ---------------- | ---------------- | ---------------- | ---------------- | ---------------- | ---------------- |
| Джерело:                                      |                  |                  |                  |                  |                  |                  |                  |                  |                  |                  |                  |                  |                  |